# Daniel Cavanagh
Daniel Cavanagh (ur. 6 października 1972) – brytyjski muzyk, kompozytor, wokalista i multiinstrumentalista. Jeden z założycieli i wieloletni członek zespołu Anathema. Brat Vincenta i Jamiego.
Występował także z zespołami Leafblade, gdzie śpiewał i grał na gitarze, oraz Antimatter, jako gość na albumie Leaving Eden, na którym zagrał na gitarze. Zaśpiewał również na jednym z nagrań post-rockowego zespołu Spherical Minds i zagrał na albumie In the Mushroom grupy Lid. W 2002 roku zdecydował się opuścić Anathemę by przyłączyć się do Antimatter. Po niedługim czasie zmienił jednak zdanie i wrócił do Anathemy.

## Dyskografia
- Lid – In the Mushroom (1997, Peaceville Records)[2]
- Antimatter – Saviour (2002, The End Records, gościnnie)[3]
- Danny Cavanagh – A Place To Be (2004, Strangelight Records)[4]
- Jeff Walker Und Die Flüffers – Welcome To Carcass Cuntry (2006, Cargo Records, gościnie)[5]
- Antimatter – Leaving Eden (2007, Prophecy Productions, gościnnie)[6]
- Anneke van Giersbergen With Agua De Annique – Pure Air (2009, Agua Recordings, gościnnie)[7]
- Anneke van Giersbergen & Danny Cavanagh – In Parallel (2009, Angelic Recordings)[8]
- Daniel Cavanagh - Monochrome (2017, Kscope)